# Anaphes inexpectatus
Anaphes inexpectatus är en stekelart som beskrevs av Huber och Prinsloo 1990. Anaphes inexpectatus ingår i släktet Anaphes och familjen dvärgsteklar. Inga underarter finns listade i Catalogue of Life.